# Xubuntu
Xubuntu este o distribuție oficială derivată din Ubuntu, ce folosește mediul desktop Xfce. Xubuntu este proiectat pentru computere mai puțin puternice, sau pentru utilizatori care au nevoie de un sistem grafic puternic pe computere rapide.

## Istorie

Primul logo Xubuntu

Se specula că Xubuntu va fi lansat împreună cu versiunea Breezy Badger (5.10) a lui Ubuntu, dar o dată oficială de lansare nu a fost decisă, deși numele Xubuntu a fost folosit pentru un metapachet (xubuntu-desktop) care instala mediul de spațiu de lucru Xfce. Prima lansare oficială a lui Xubuntu a avut loc pe data de 1 iunie 2006, împreuna cu versiunea 6.06 a lui Ubuntu (inclusiv Kubuntu și Edubuntu), nume de cod Dapper Drake.
O versiune ușor personalizată a lui Xubuntu este livrată împreună cu Linutop. Modificările principale sunt includerea unui nucleu și a unui driver X.org care suportă numai procesorul Geode LX al lui Linutop și cipul grafic integrat.
EeeXubuntu este o variantă a lui Xubuntu pentru Asus Eee PC.
O variantă Xubuntu minimală, numită „UserOS Ultra” a fost produsă pentru revista PC User din Australia.

## Ce este diferit față de Ubuntu
Ubuntu folosește sistemul grafic GNOME, cât și aplicațiile GNOME. Xubuntu folosește Xfce, utilizând resurse de sistem reduse.  Xubuntu folosește în principal aplicații GTK+ proiectate să folosească mai puține resurse decât cele din GNOME. Xubuntu are acces la aceleași repozitoare implicite de aplicații ca Ubuntu și poate să ruleze majoritatea aplicațiilor cu minore diferențe de interfață grafică (deoarece are un mediu de spațiu de lucru diferit).

## Cerințe de hardware
Xubuntu poate fi instalat cu unul dintre cele două CD-uri, ambele necesitând cel puțin 1.5 GO de spațiu liber pe hard disc. Instalarea cu Desktop CD necesită 192 MO de RAM, în timp ce Alternate CD (care folosește un instalator bazat pe text) necesită 64 MO de RAM și oferă acces la opțiunile tradiționale de instalare. Odată instalat, Xubuntu poate să ruleze cu 192 MO de RAM, dar este recomandat să fie disponibili cel puțin 256 MO de RAM.

## Aplicații
Xubuntu include următoarele aplicații: 
- Abiword - procesor de text
- Blueman - manager Bluetooth
- Catfish - căutare pe desktop
- CUPS - utilitar de imprimare
- Engrampa - arhivator
- Evince - vizualizator documente PDF
- Firefox - browser web
- Freetype - manager de fonturi
- GIMP - editor de imagini
- Gmusicbrowser - manager audio
- Gnome Software - interfață grafică pentru instalare software
- Gnumeric - editor de foi de calcul
- Mousepad - editor de text
- Pidgin - client de mesagerie instantanee
- Orage - calendar
- Parole -  media player
- Ristretto -  vizualizator de imagini
- Sane - utilitar pentru scanare
- Thunar - manager de fișiere
- Thunderbird - client de e-mail
- XChat - aplicație IRC
- Xfburn - scriere CD/DVD[4]

Xubuntu include Synaptic Package Manager și Ubuntu Software Center, care permit descărcarea și instalarea de aplicații suplimentare din arhivele Ubuntu.

## Versiuni
Versiunile Xubuntu sunt publicate de două ori pe an, coincid cu versiunile Ubuntu. Versiunile suport Xubuntu Long Term (LTS) sunt suportate timp de trei ani.     

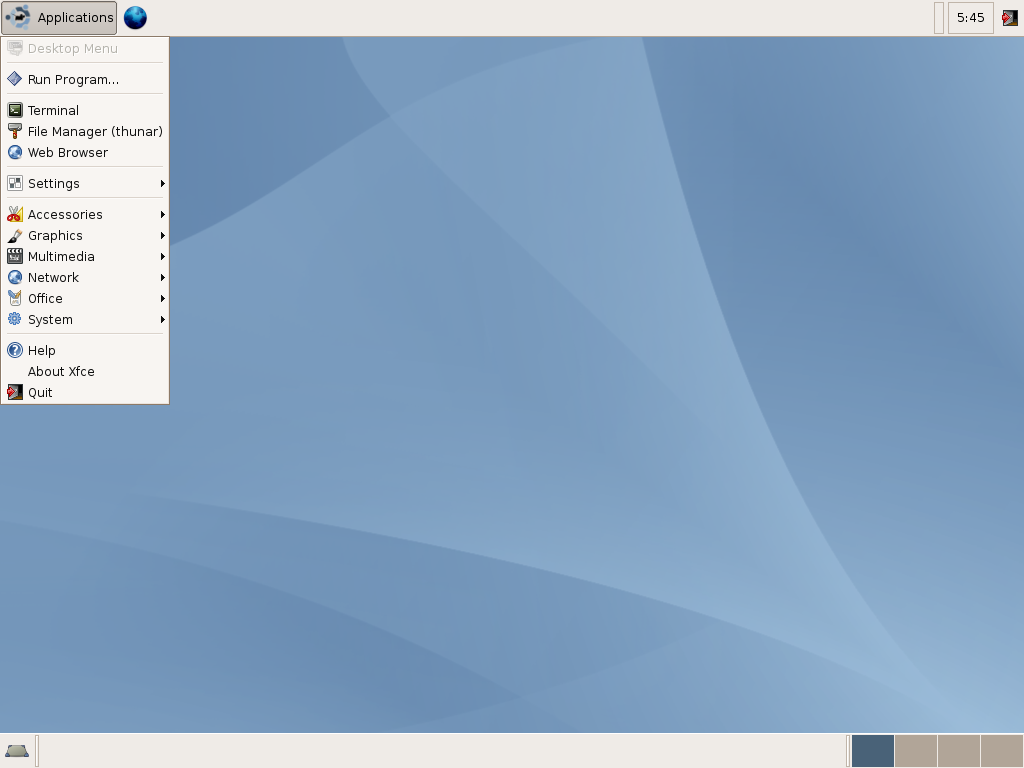
Xubuntu 6.06 LTS Dapper Drake, prima lansare oficială Xubuntu

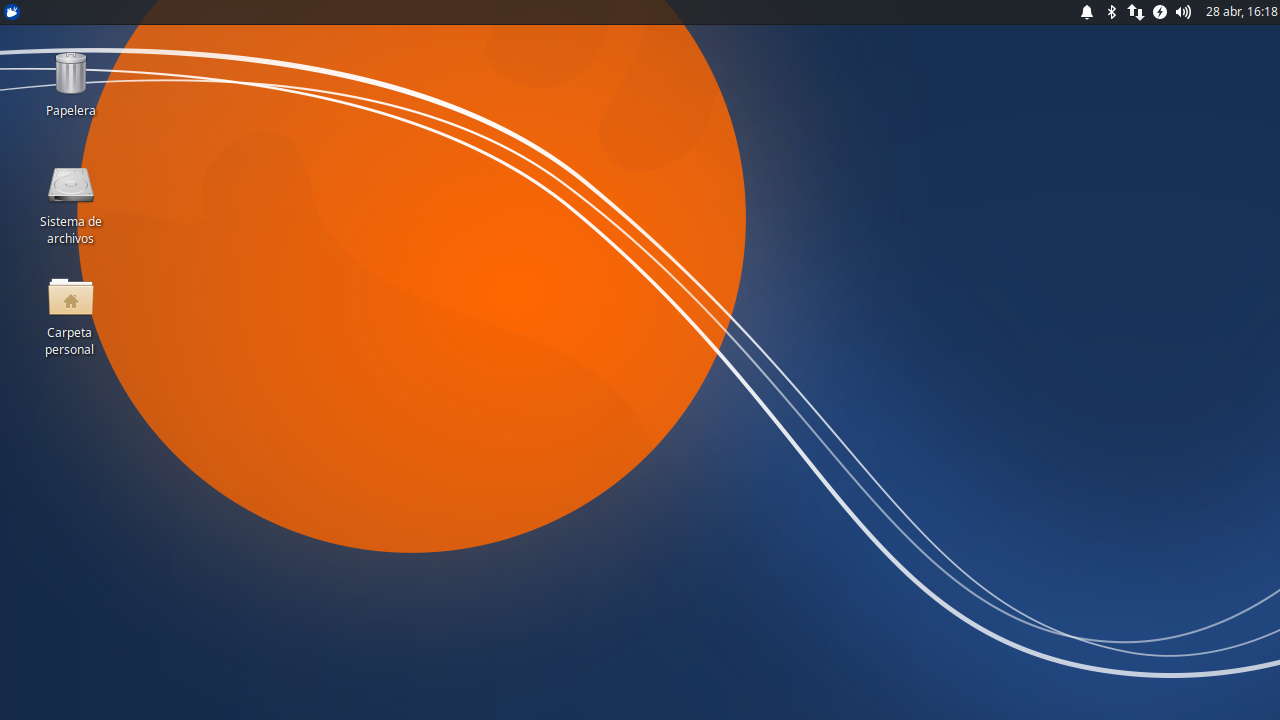
Xubuntu 19.04 Disco Dingo

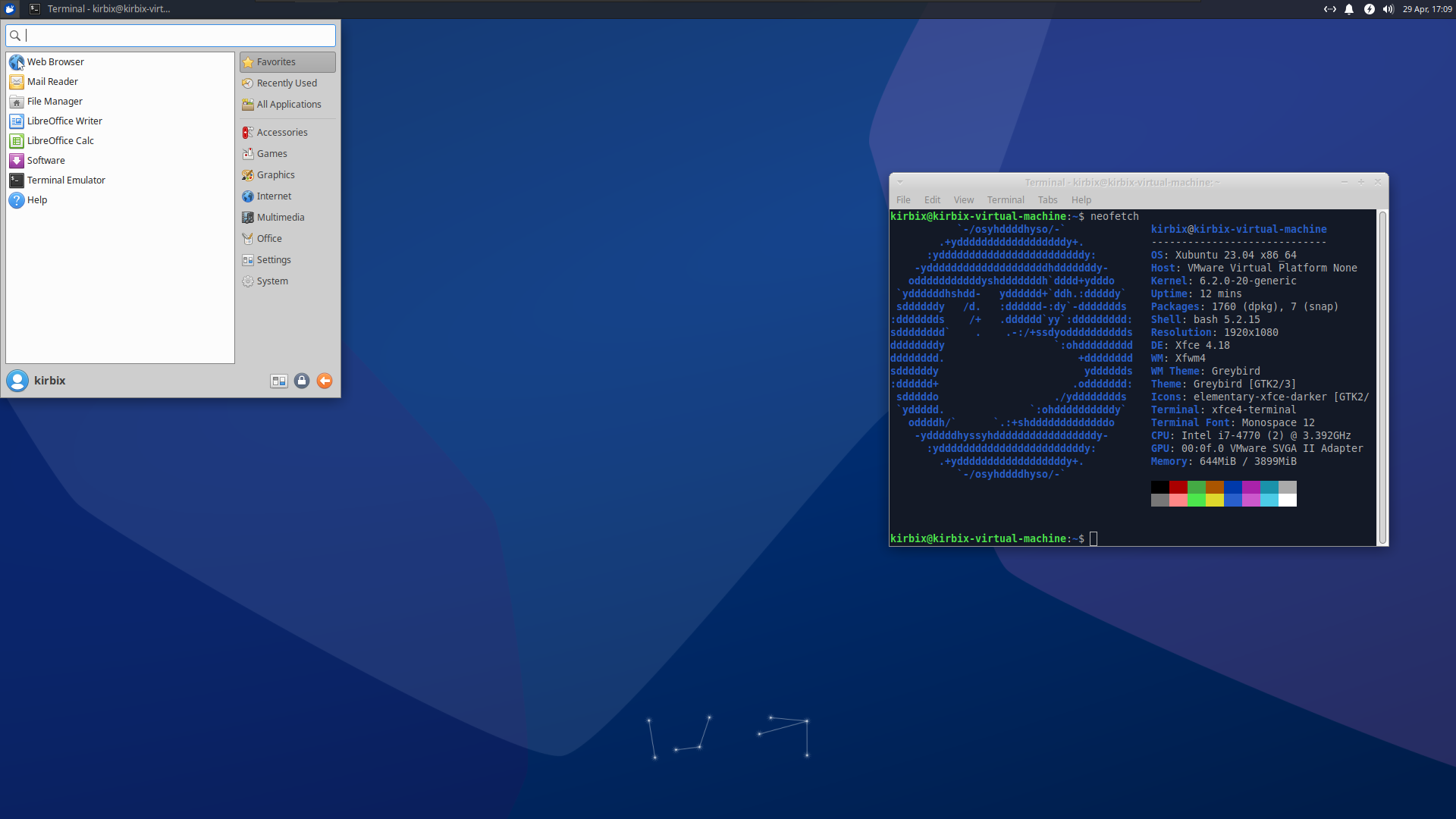
Xubuntu 23.04 Lunar Lobster

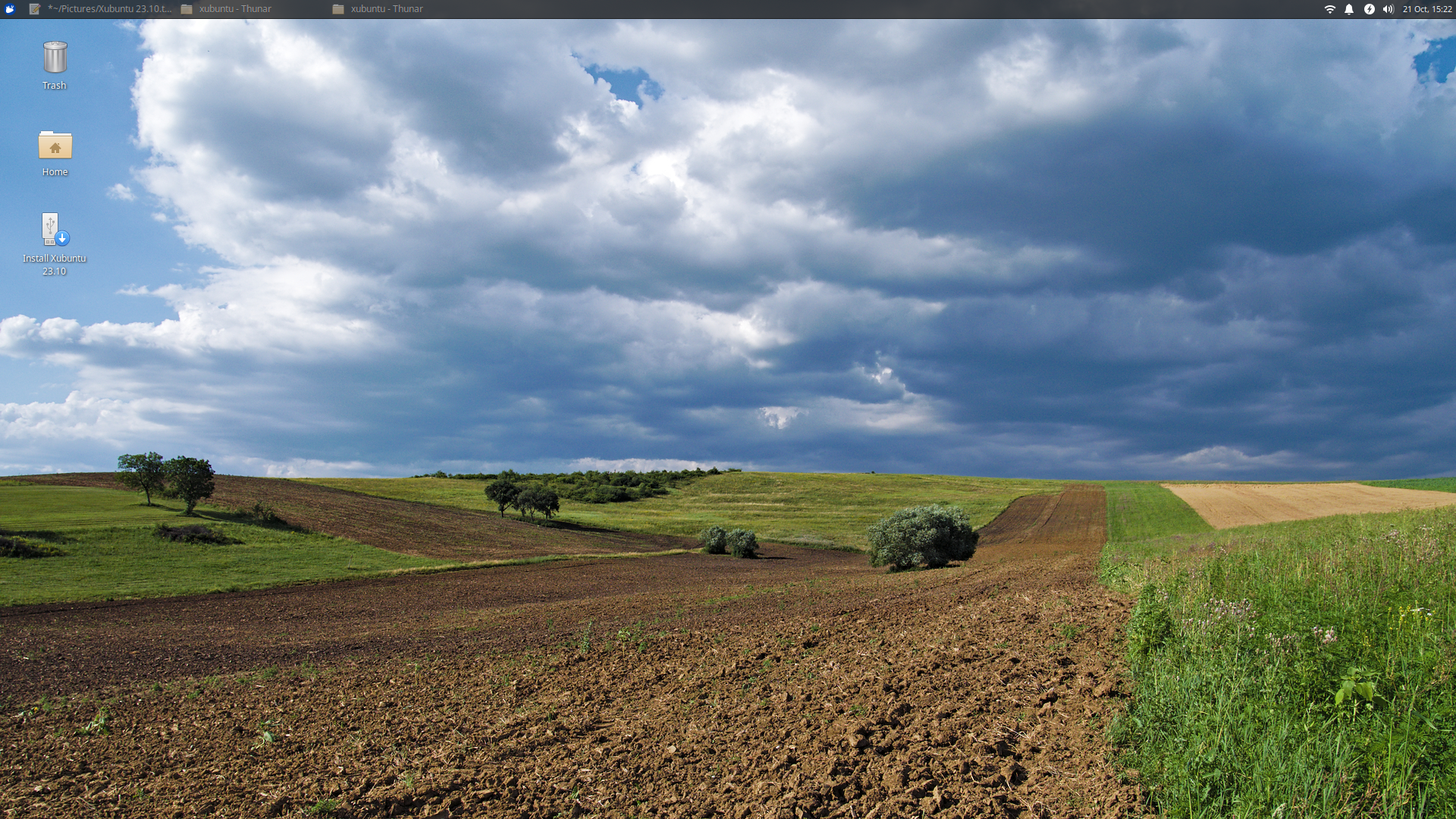
Xubuntu 23.10 Mantic Minotaur

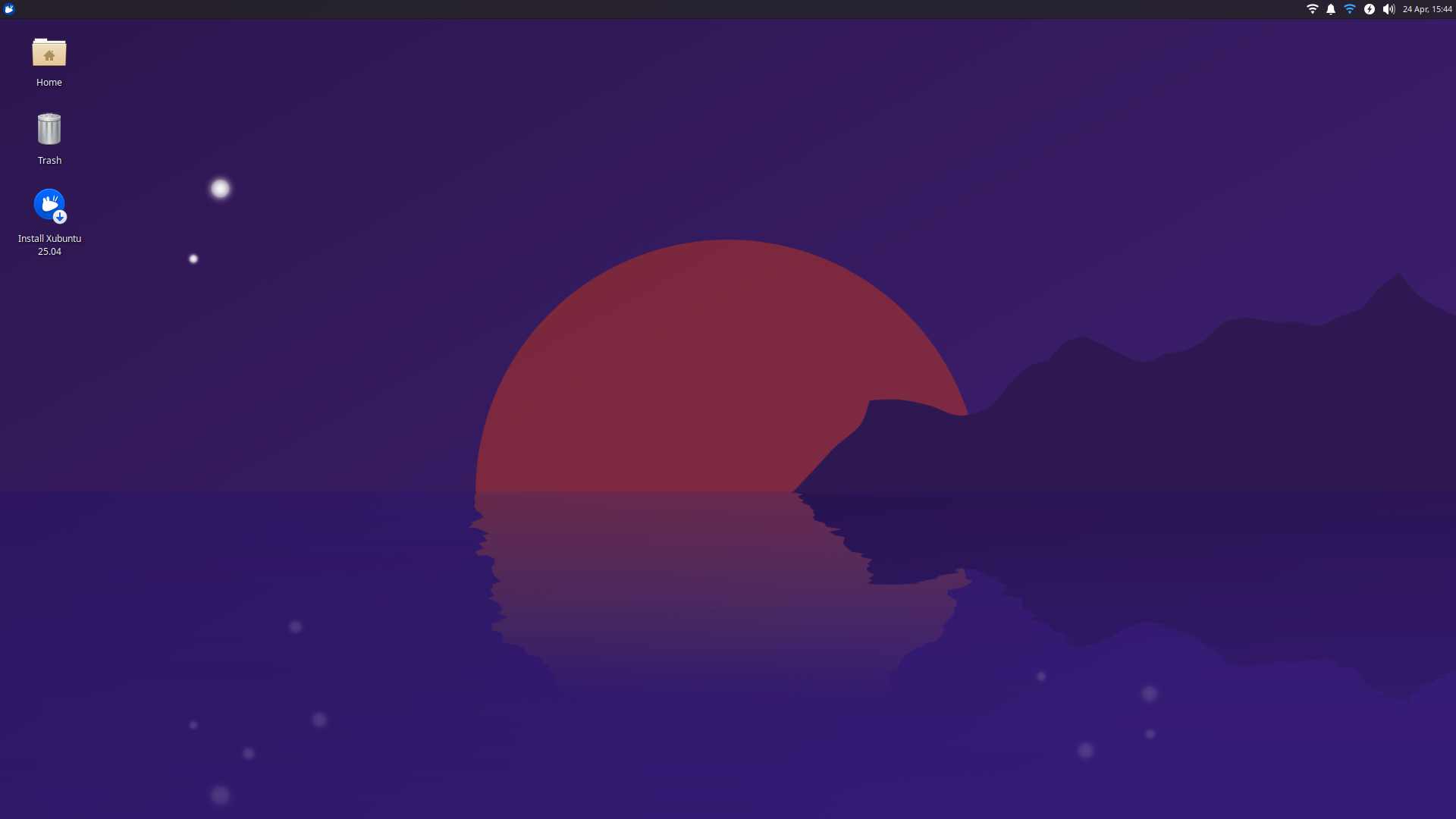
Xubuntu 25.04 Plucky Puffin

- 5.10 	Breezy Badger, 13 octombrie 2005
- 6.06 Dapper Drake, 1 iunie 2006 (LTS)
- 6.10 	Edgy Eft, 26 octombrie 2006
- 7.04 	Feisty Fawn, 19 aprilie2007
- 7.10 	Gutsy Gibbon, 18 octombrie 2007
- 8.04 Hardy Heron, 24 aprilie 2008 (LTS)
- 8.10 	Intrepid Ibex, 30 octombrie 2008
- 9.04 	Jaunty Jackalope, 23 aprilie 2009
- 9.10 	Karmic Koala, 19 octombrie 2009
- 10.04 Lucid Lynx, 29 aprilie 2010 (LTS)
- 10.10 Maverick Meerkat, 10 octombrie 2010
- 11.04 Natty Narwhal, 28 aprilie 2011
- 11.10 Oneiric Ocelot, 13 octombrie 2011
- 12.04 Precise Pangolin, 26 aprilie 2012 (LTS)
- 12.10 Quantal Quetzal, 18 octombrie 2012
- 13.04 Raring Ringtail, 25 aprilie 2013
- 13.10 Saucy Salamander, 17 octombrie 2013
- 14.04 Trusty Tahr, 17 aprilie 2014 (LTS)
- 14.10 Utopic Unicorn, 13 octombrie 2014
- 15.04 Vivid Vervet, 23 aprilie 2015
- 15.10 Wily Werewolf, 22 octombrie 2015
- 16.04 Xenial Xerus  21 aprilie 2016 (LTS)
- 16.10 Yakkety Yak, 13 octombrie 2016
- 17.04 Zesty Zapus, 13 aprilie 2017
- 17.10 Artful Aardvark, 19 octombrie 2017
- 18.04 Bionic Beaver, 27 aprilie 2018 (LTS)
- 18.10 Cosmic Cuttlefish, 18 octombrie 2018
- 19.04 Disco Dingo, 18 aprilie 2019
- 19.10 Eoan Ermine, 17 octombrie 2019
- 20.04 Focal Fossa, 23 aprilie 2020 (LTS)
- 20.10 Groovy Gorilla, 22 octombrie 2020
- 21.04 Hirsute Hippo, 22 aprilie 2021
- 21.10 Impish Indri, 14 octombrie 2021
- 22.04	Jammy Jellyfish,	21 aprilie 2022 (LTS)
- 22.10 Kinetic Kudu, 20 octombrie 2022 [5]
- 23.04 Lunar Lobster, 20 aprilie 2023 [6]
- 23.10 Mantic Minotaur, 12 octombrie 2023
- 24.04 Noble Numbat, 25 aprilie 2024 (LTS)
- 24.10 Oracular Oriole, 10 octombrie 2024
- 25.04 Plucky Puffin, 17 aprilie 2025 [7]
- 25.10 Questing Quokka, 09 octombrie 2025 [8]

## Distribuții derivate
Xubuntu a fost dezvoltat în mai multe versiuni de către dezvoltatori terți:
- Emmabuntüs
- GalliumOS, distribuție pentru dispozitivele cu sistem de operare Chrome OS
- Black Lab Linux (anterior OS4 și PC/OS)
- UberStudent Linux, distribuție educațională
- Voyager
- ChaletOS